# متحف إسطنبول الأثري
متحف إسطنبول الأثري (بالتركية: İstanbul Arkeoloji Müzeleri)‏ هو متحف يقع في منطقة إمينونو في مدينة إسطنبول في تركيا بالقرب من حديقة كلخانة وقصر طوب قابي بني وشيد في سنة 1891 في العصر العثماني.
يتكون المتحف من ثلاثة أقسام:
1. المتحف الآثاري (في المبنى الرئيسي).
2. متحف المشرق القديم.
3. متحف الفن الإسلامي.

يحتوي المتحف على أكثر من مليون قطعة أثرية من مختلف المناطق والحقب الزمنية.

## أبرز الاثار

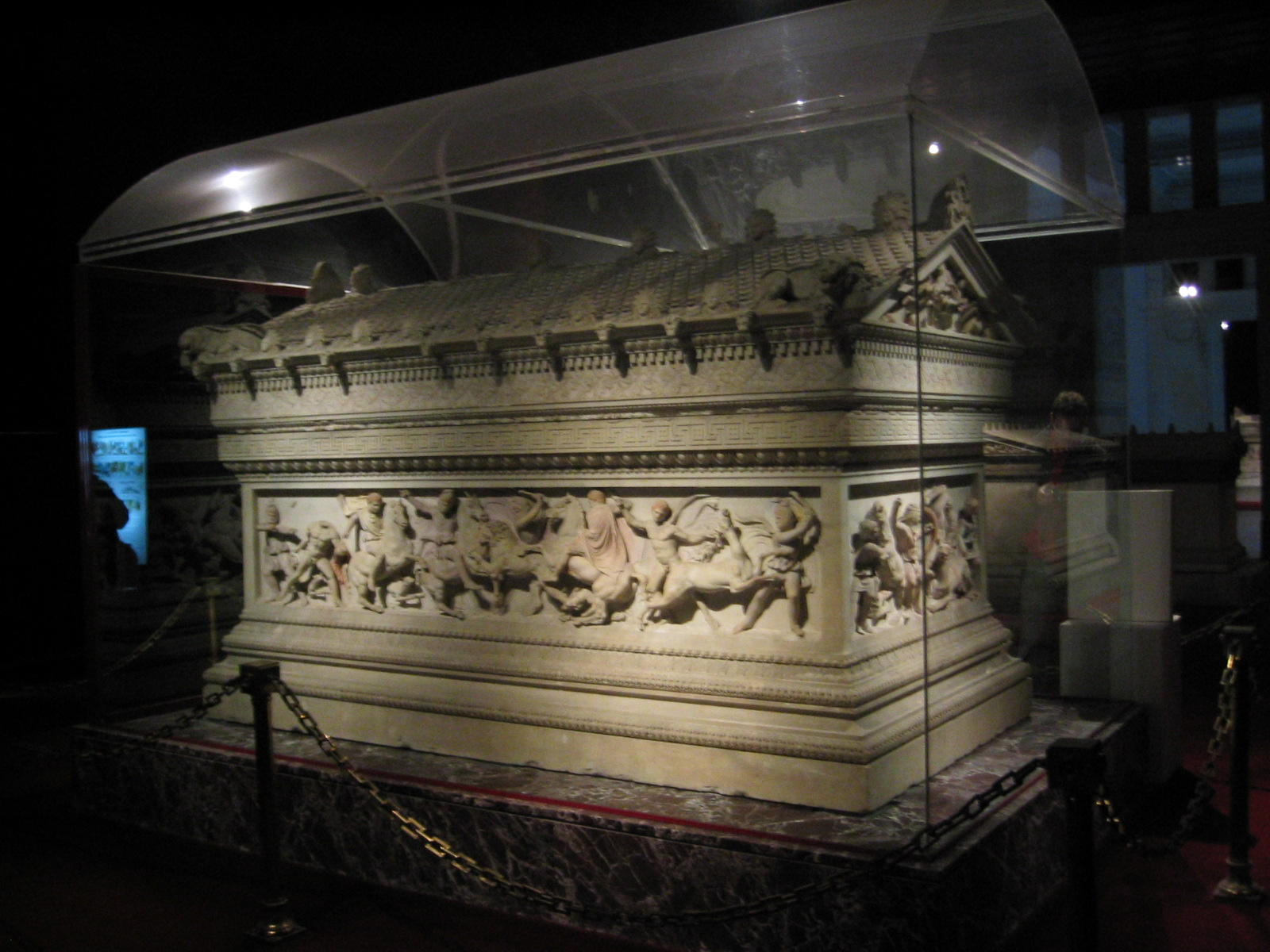
ناووس الإسكندر ، عثر عليه بالقرب من مدينة صيدون في لبنان
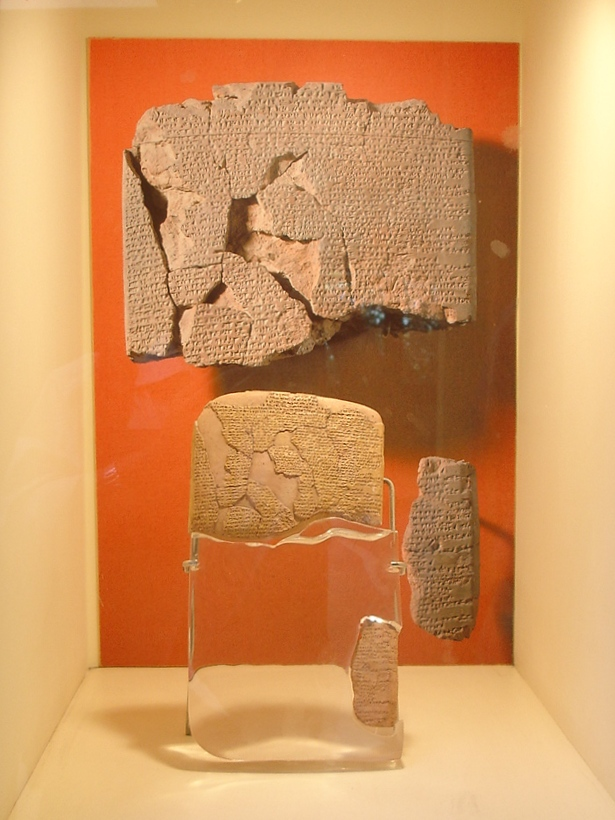
مخطوطة تظهر إتفاقية السلام المصرية الحيثية
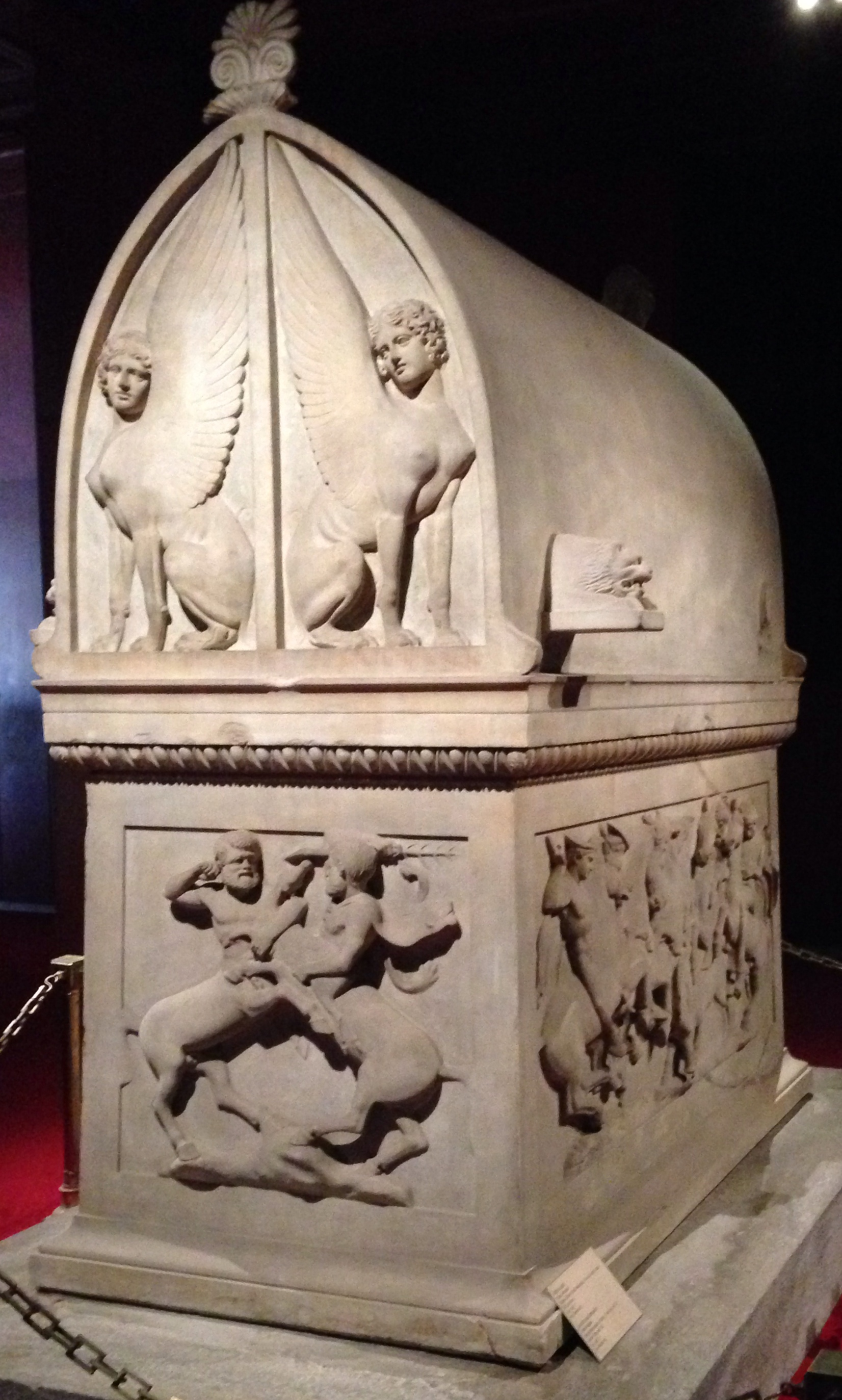
آثار كنعانية
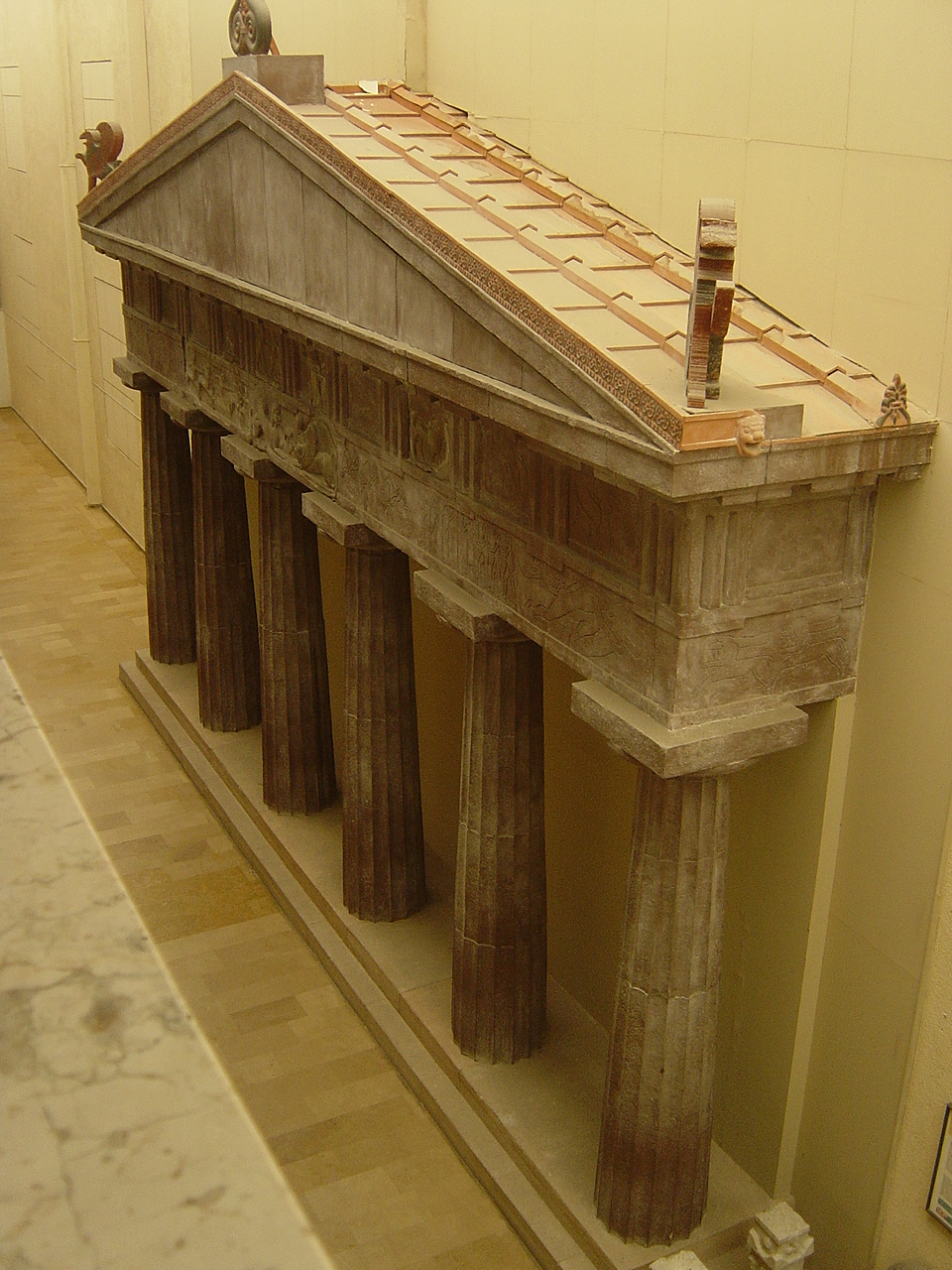
مخطط لمعبد قديم
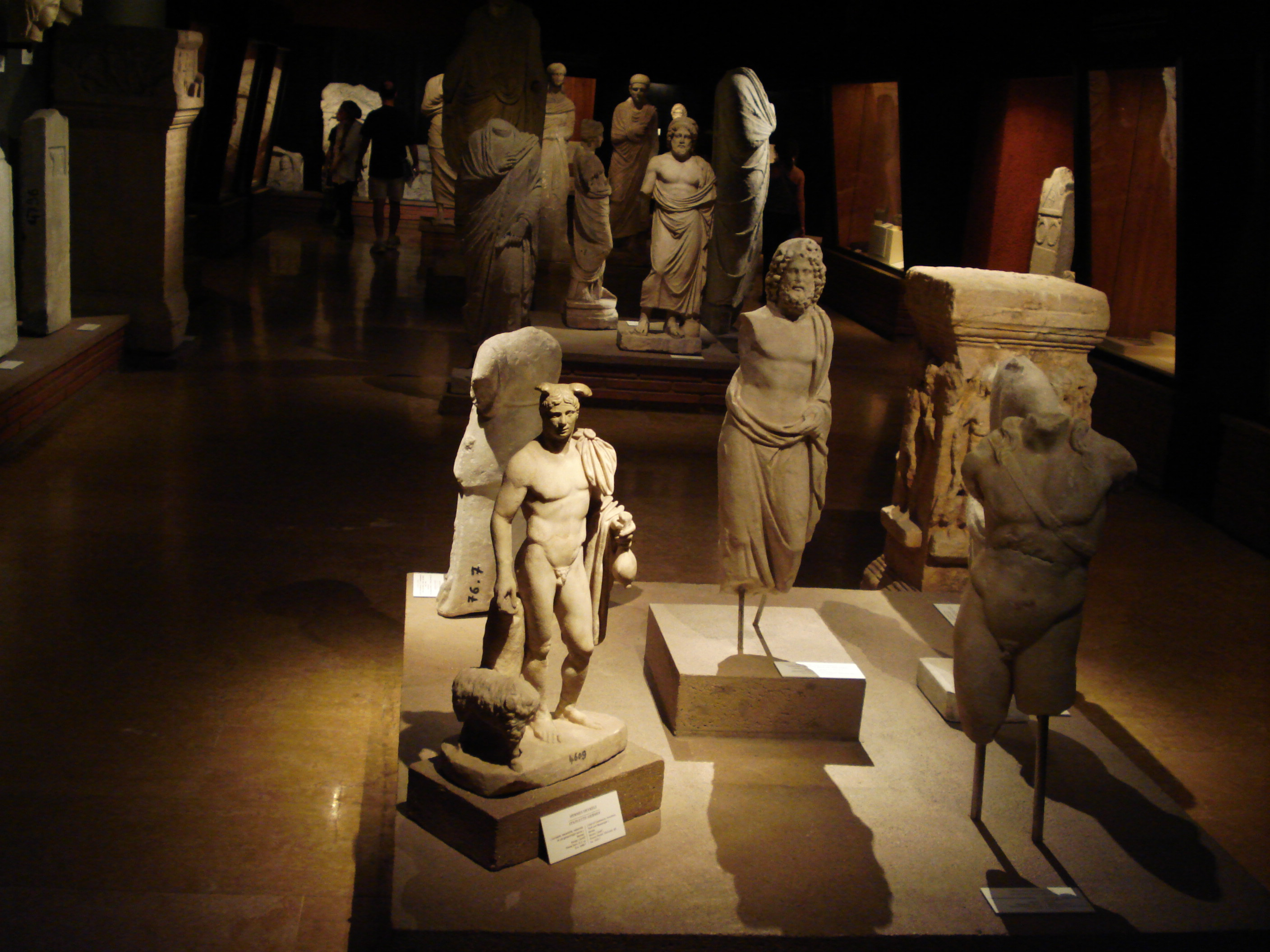
مجموعة تماثيل تعود لعصر اليونان قديم
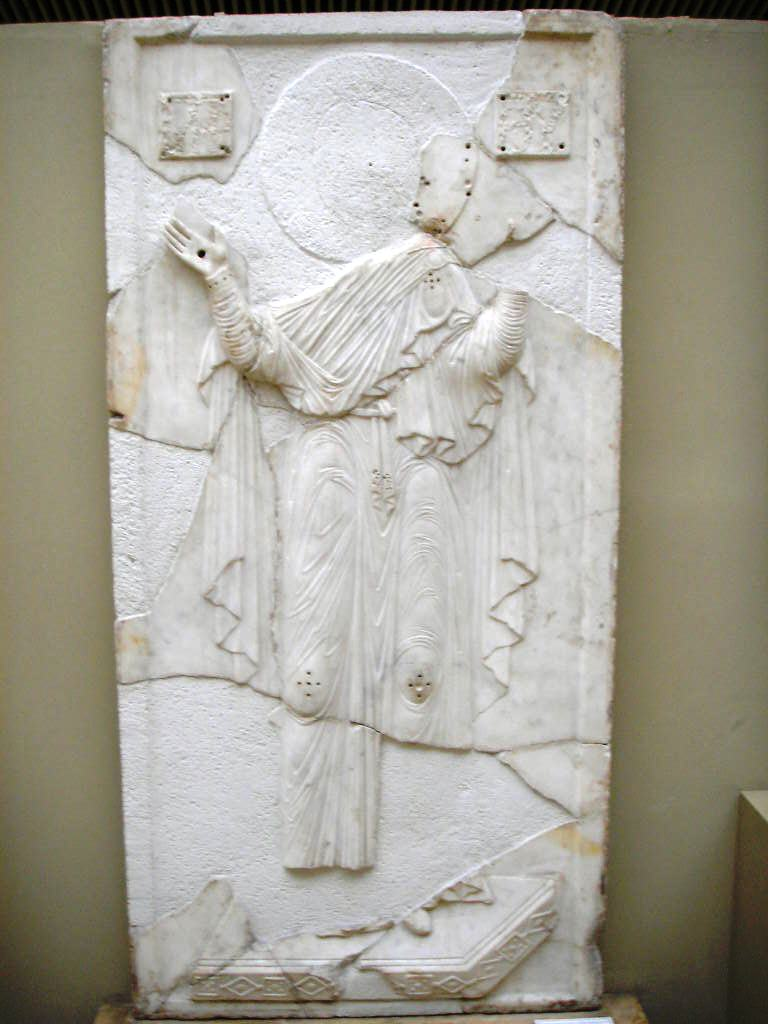
أيقونة لـمريم العذراء
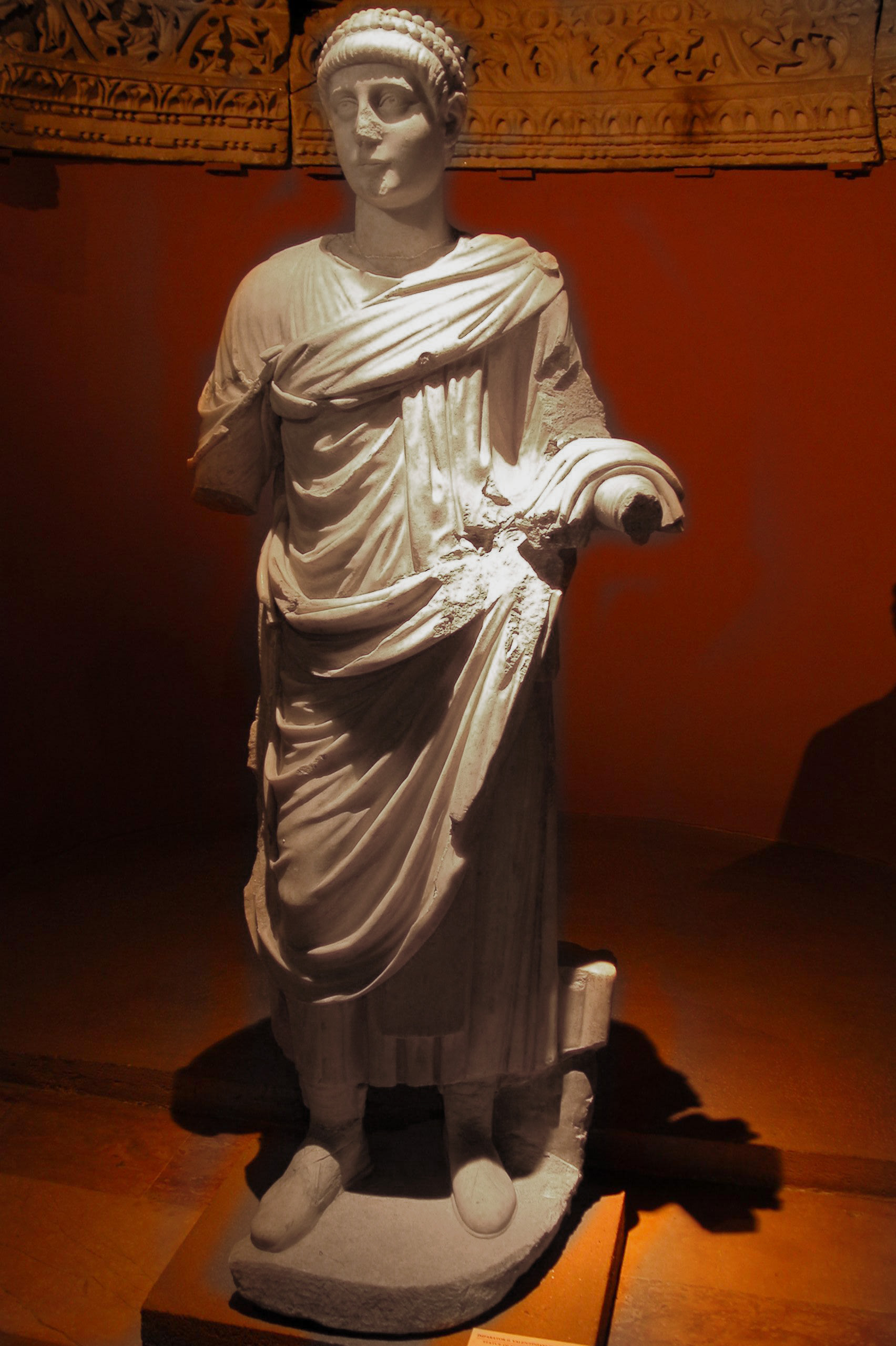
تمثال للإمبراطور الروماني فالنتينيان الثاني
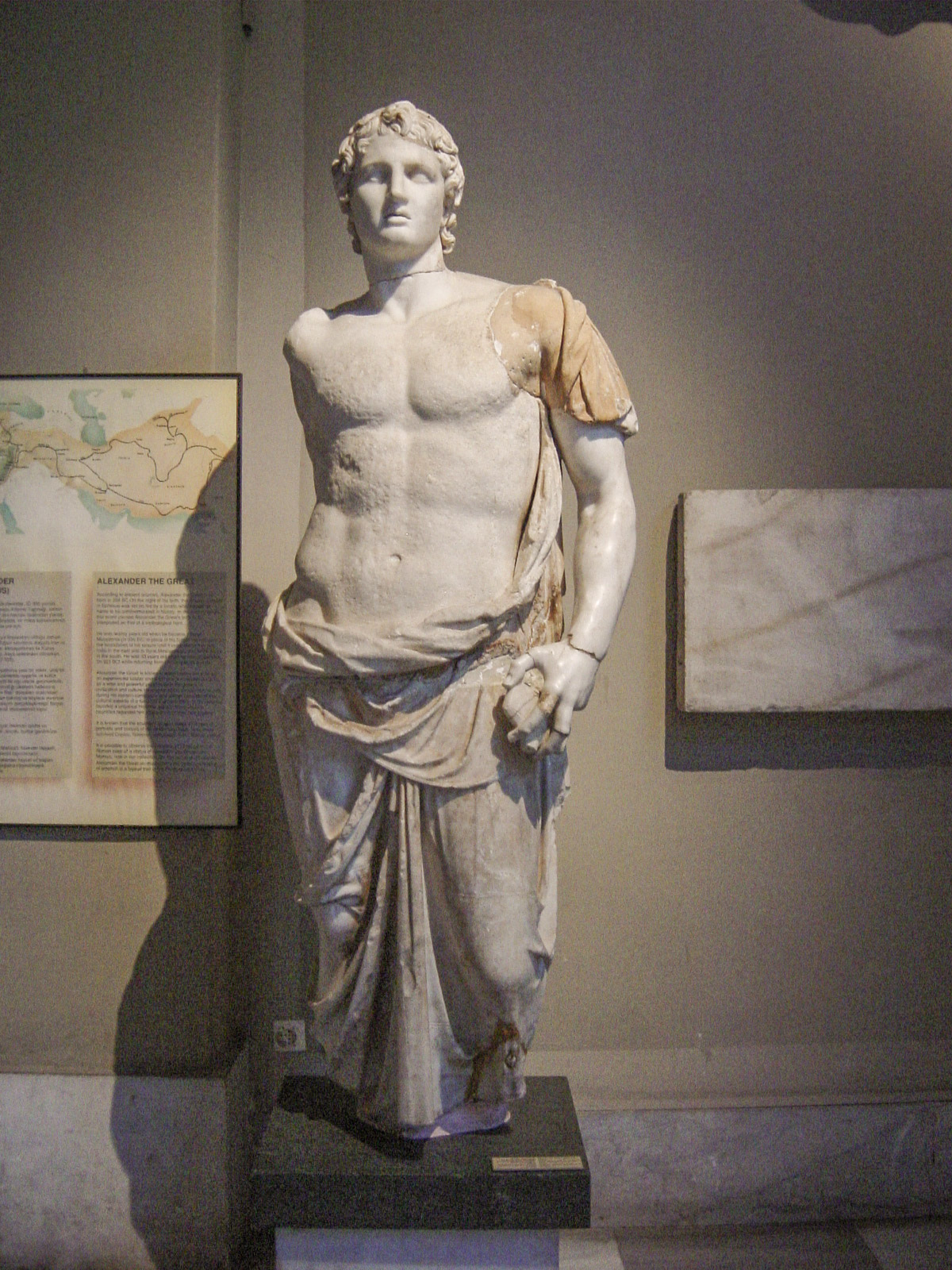
تمثال لـإسكندر الأكبر
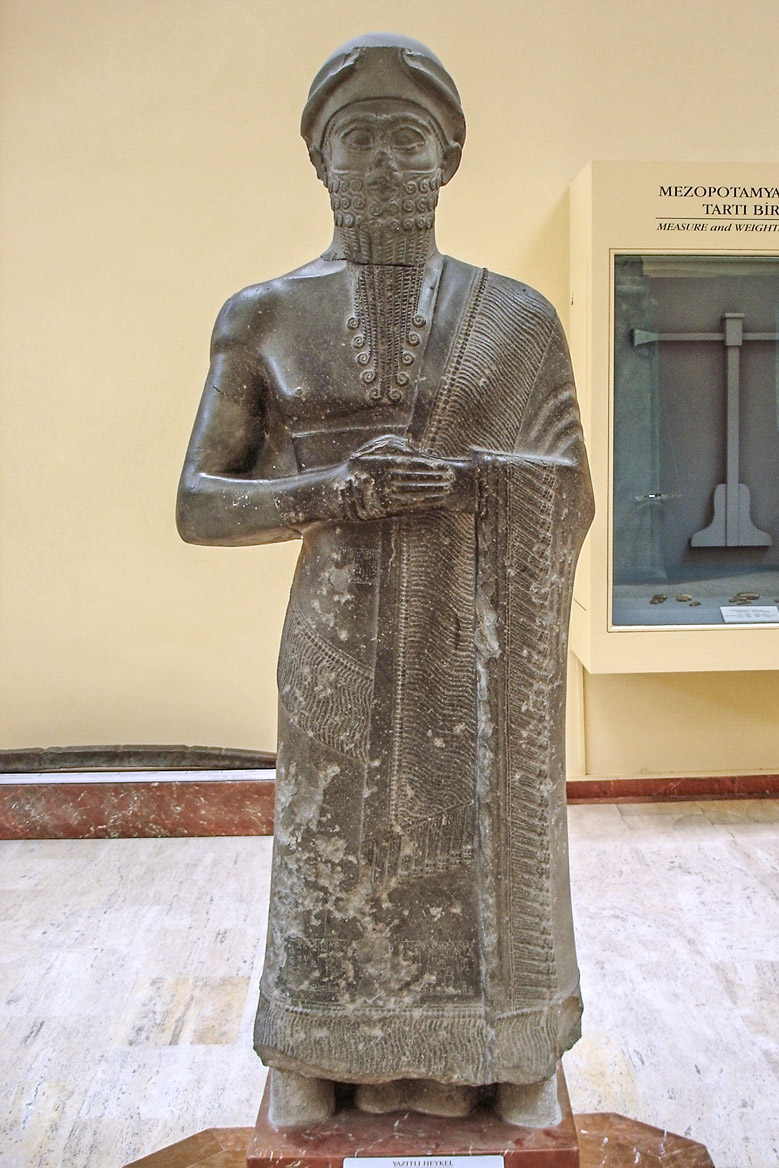
بوزور عشتار أحد حكام مملكة ماري.
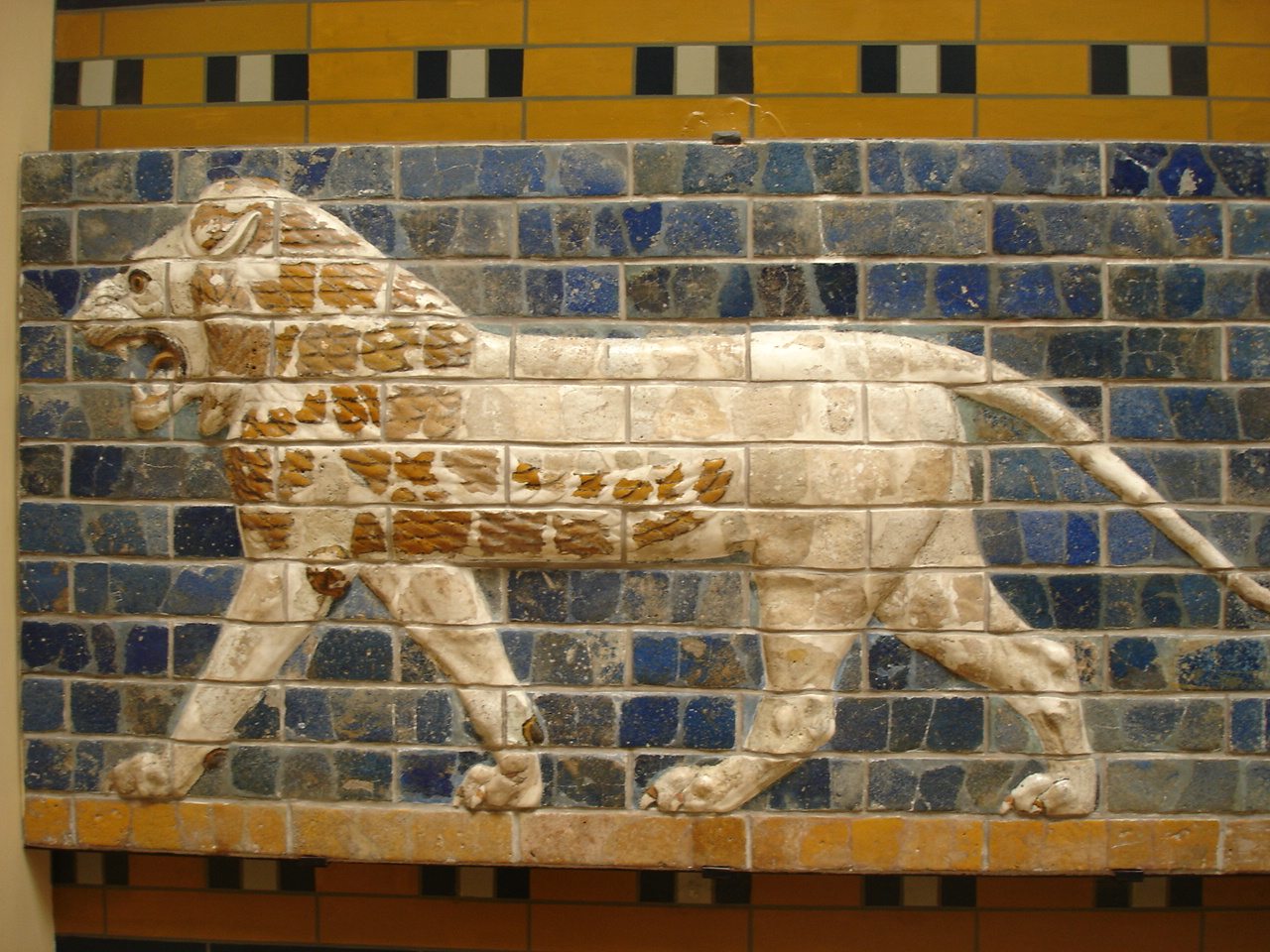
قطعة مأخوذة من بوابة عشتار.
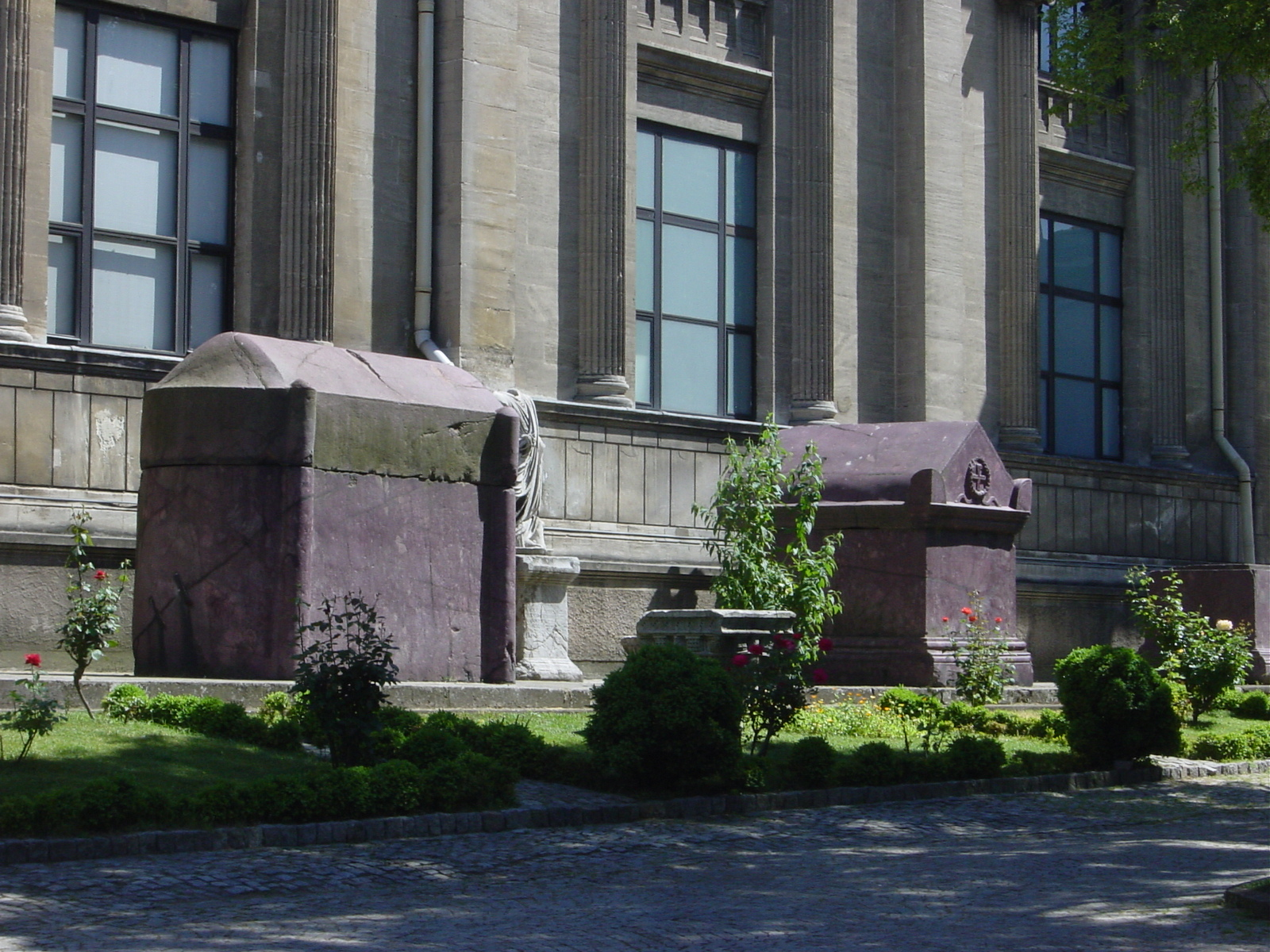
آثار تعود للعصر البيزنطي
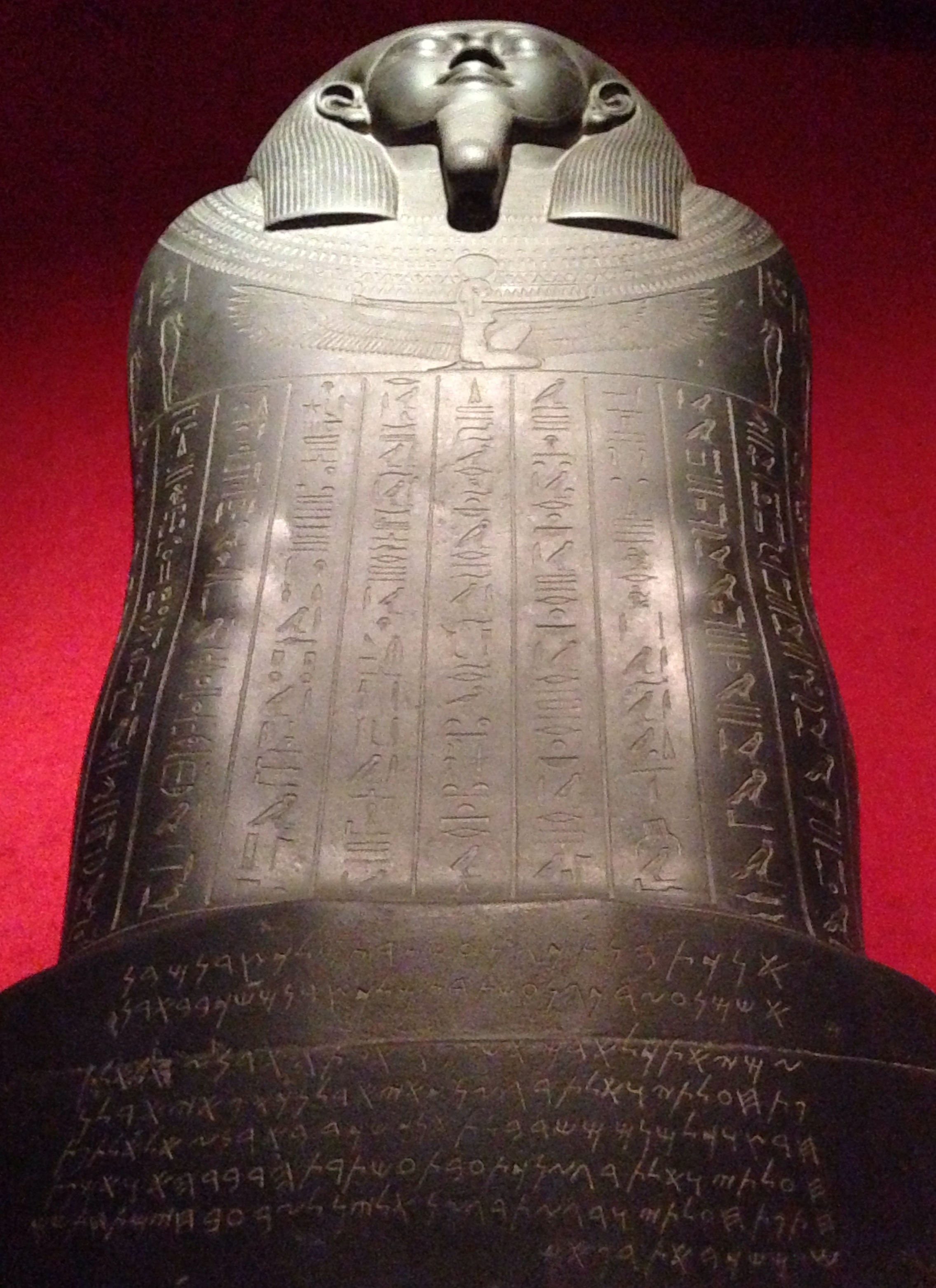
قبر يعود للعصر الكنعانية.
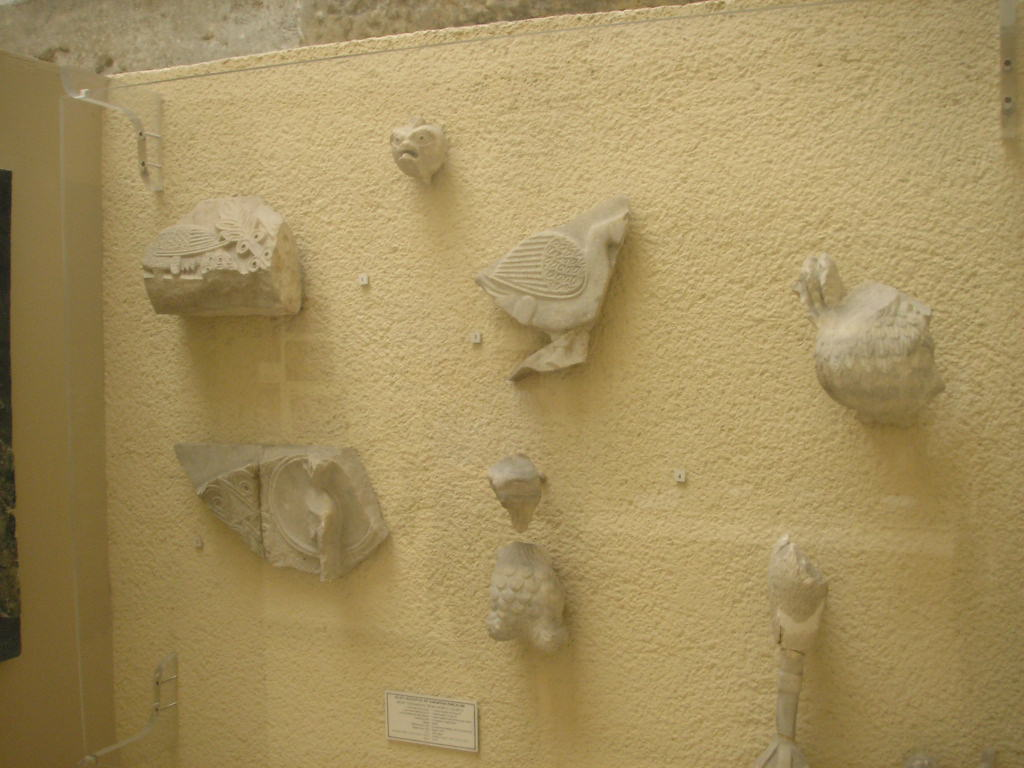
آثار مُتَبَقِيَّة من الكنيسة الشَّمالية لديرِ قُسْطَنْطِين ليبز سَابِقا (جامع فناري عيسى) حاليا.